# Женская сборная Самоа по хоккею на траве
Женская сборная Самоа по хоккею на траве — национальная команда по хоккею на траве, представляющая Самоа в международных соревнованиях. Управляется Федерацией хоккея на траве Самоа.  Трёхкратный бронзовый призёр чемпионата Океании 2009, 2013 и 2015 годов.

## История
Женская сборная Самоа никогда не участвовала в крупных международных турнирах — летних Олимпийских играх и чемпионатах мира.
Сборная Самоа выступает в международных соревнованиях с конца 2000-х годов. В 2009 году она дебютировала в чемпионате Океании, где стала 3-й среди трёх команд, крупно проиграв входящим в число сильнейших в мире сборным Австралии (0:16) и Новой Зеландии (0:17). 
Чемпионат Океании 2011 года самоанские хоккеистки пропустили, а в 2013 году выступили во второй раз, снова заняв 3-е место, но уже среди четырёх команд. На предварительном этапе они проиграли Папуа — Новой Гвинее (1:2), Австралии (0:23) и Новой Зеландии (0:26), а в матче за 3-4-е места победили папуасских хоккеисток (0:0, пен. 4:3). Первый гол сборной Самоа в чемпионатах Океании забила Шарлин Фагалило.
В 2015 году самоанки опять заняли 3-е место, но среди трёх команд, потерпев поражения от Новой Зеландии (0:31) и Австралии (0:25).
Женская сборная Самоа дважды участвовала в розыгрыше Мировой лиги и в обоих случаях выбыла в первом раунде. В сезоне-2012/13 в океанийской зоне самоанки заняли 3-е место, уступив Папуа — Новой Гвинее (0:0, пен. 0:3) и Фиджи (1:14) и победив Вануату (4:1). В сезоне-2014/15 в океанийской зоне сборная Самоа стала последней, проиграв Папуа — Новой Гвинее (1:5), Фиджи (0:9) и Вануату (0:1).

## Результаты выступления

### Мировая лига
- 2012/13 — выбыла в 1-м раунде
- 2014/15 — выбыла в 1-м раунде

### Чемпионат Океании
- 2009 —
- 2013 —
- 2015 —